# The Marvelous Mrs. Maisel/Episodenliste
Diese Episodenliste enthält alle Episoden der US-amerikanischen Dramedyserie The Marvelous Mrs. Maisel, sortiert nach der US-amerikanischen Erstausstrahlung. Die Fernsehserie umfasst insgesamt fünf Staffeln mit 43 Episoden.

## Übersicht
| Staffel | Episodenanzahl | Episodenanzahl | Erstveröffentlichung USA | Deutschsprachige Erstveröffentlichung |
| ------- | -------------- | -------------- | ------------------------ | ------------------------------------- |
| 1       | 8              | 1              | 17. März 2017            | 26. Januar 2018                       |
| 1       | 8              | 7              | 29. November 2017        | 26. Januar 2018                       |
| 2       | 10             | 10             | 5. Dezember 2018         | 15. Februar 2019                      |
| 3       | 8              | 8              | 6. Dezember 2019         | 7. Februar 2020                       |
| 4       | 8              | 8              | 17. Februar 2022         | 18. Februar 2022                      |
| 5       | 9              | 9              | 14. April 2023           | 14. April 2023                        |

## Staffel 1
Die Pilotfolge der ersten Staffel wurde am 17. März 2017 auf Prime Video per Streaming veröffentlicht, die restlichen sieben Folgen folgten am 29. November 2017. Die Veröffentlichung der deutschsprachigen Fassung fand am 26. Januar 2018 ebenfalls bei Prime Video statt.
| Nr. (ges.) | Nr. (St.) | Deutscher Titel                       | Originaltitel                                | Erstveröffentlichung USA | Deutschsprachige Erstveröffentlichung (D/A) | Regie                 | Drehbuch              |
| ---------- | --------- | ------------------------------------- | -------------------------------------------- | ------------------------ | ------------------------------------------- | --------------------- | --------------------- |
| 1          | 1         | Pilot                                 | Pilot                                        | 17. März 2017            | 26. Jan. 2018                               | Amy Sherman-Palladino | Amy Sherman-Palladino |
| 2          | 2         | Ya Shivu v Bolshom Dome Na Kholme     | Ya Shivu v Bolshom Dome Na Kholme            | 29. Nov. 2017            | 26. Jan. 2018                               | Amy Sherman-Palladino | Amy Sherman-Palladino |
| 3          | 3         | Weil du gegangen bist                 | Because You Left                             | 29. Nov. 2017            | 26. Jan. 2018                               | Daniel Palladino      | Daniel Palladino      |
| 4          | 4         | Die Enttäuschung der Dionne-Fünflinge | The Disappointment of the Dionne Quintuplets | 29. Nov. 2017            | 26. Jan. 2018                               | Amy Sherman-Palladino | Amy Sherman-Palladino |
| 5          | 5         | Doink                                 | Doink                                        | 29. Nov. 2017            | 26. Jan. 2018                               | Amy Sherman-Palladino | Daniel Palladino      |
| 6          | 6         | Mrs. X im Gaslight                    | Mrs. X at the Gaslight                       | 29. Nov. 2017            | 26. Jan. 2018                               | Scott Ellis           | Sheila Lawrence       |
| 7          | 7         | Da fällt dir nichts mehr ein!         | Put That On Your Plate!                      | 29. Nov. 2017            | 26. Jan. 2018                               | Daniel Palladino      | Daniel Palladino      |
| 8          | 8         | Danke und Gute Nacht                  | Thank You and Good Night                     | 29. Nov. 2017            | 26. Jan. 2018                               | Amy Sherman-Palladino | Amy Sherman-Palladino |

## Staffel 2
Die zweite Staffel wurde am 5. Dezember 2018 auf Prime Video per Streaming veröffentlicht. Die Veröffentlichung der deutschsprachigen Fassung fand am 15. Februar 2019 ebenfalls bei Prime Video statt.
| Nr. (ges.) | Nr. (St.) | Deutscher Titel             | Originaltitel                      | Erstveröffentlichung USA | Deutschsprachige Erstveröffentlichung (D/A/CH) | Regie                 | Drehbuch              |
| ---------- | --------- | --------------------------- | ---------------------------------- | ------------------------ | ---------------------------------------------- | --------------------- | --------------------- |
| 9          | 1         | Simone                      | Simone                             | 5. Dez. 2018             | 15. Feb. 2019                                  | Amy Sherman-Palladino | Amy Sherman-Palladino |
| 10         | 2         | Auf halbem Weg nach Midtown | Mid-way to Mid-Town                | 5. Dez. 2018             | 15. Feb. 2019                                  | Amy Sherman-Palladino | Amy Sherman-Palladino |
| 11         | 3         | Die Bestrafung              | The Punishment Room                | 5. Dez. 2018             | 15. Feb. 2019                                  | Scott Ellis           | Daniel Palladino      |
| 12         | 4         | Auf in die Catskills!       | We’re Going to the Catskills!      | 5. Dez. 2018             | 15. Feb. 2019                                  | Daniel Palladino      | Daniel Palladino      |
| 13         | 5         | Mitternachts im Concord     | Midnight at the Concord            | 5. Dez. 2018             | 15. Feb. 2019                                  | Amy Sherman-Palladino | Amy Sherman-Palladino |
| 14         | 6         | Familiengeheimnisse         | Let’s Face the Music and Dance     | 5. Dez. 2018             | 15. Feb. 2019                                  | Daniel Palladino      | Daniel Palladino      |
| 15         | 7         | Es gab eine Mütze dazu!     | Look, She Made a Hat               | 5. Dez. 2018             | 15. Feb. 2019                                  | Jamie Babbit          | Amy Sherman-Palladino |
| 16         | 8         | Eines Tages …               | Someday …                          | 5. Dez. 2018             | 15. Feb. 2019                                  | Jamie Babbit          | Kate Fodor            |
| 17         | 9         | Wählt Kennedy!              | Vote for Kennedy, Vote for Kennedy | 5. Dez. 2018             | 15. Feb. 2019                                  | Daniel Palladino      | Daniel Palladino      |
| 18         | 10        | Ganz allein                 | All Alone                          | 5. Dez. 2018             | 15. Feb. 2019                                  | Amy Sherman-Palladino | Amy Sherman-Palladino |

## Staffel 3
Die dritte Staffel wurde am 6. Dezember 2019 auf Prime Video per Streaming veröffentlicht. Die Veröffentlichung der deutschsprachigen Fassung fand am 7. Februar 2020 ebenfalls bei Prime Video statt.
| Nr. (ges.) | Nr. (St.) | Deutscher Titel          | Originaltitel                         | Erstveröffentlichung USA | Deutschsprachige Erstveröffentlichung (D/A/CH) | Regie                 | Drehbuch              |
| ---------- | --------- | ------------------------ | ------------------------------------- | ------------------------ | ---------------------------------------------- | --------------------- | --------------------- |
| 19         | 1         | Patriotische Pflichten   | Strike Up the Band                    | 6. Dez. 2019             | 7. Feb. 2020                                   | Amy Sherman-Palladino | Amy Sherman-Palladino |
| 20         | 2         | Maisel gegen Maisel      | It’s the Sixties, Man!                | 6. Dez. 2019             | 7. Feb. 2020                                   | Dan Attias            | Daniel Palladino      |
| 21         | 3         | Tourneeleben             | Panty Pose                            | 6. Dez. 2019             | 7. Feb. 2020                                   | Daniel Palladino      | Daniel Palladino      |
| 22         | 4         | Böses Erwachen           | Hands!                                | 6. Dez. 2019             | 7. Feb. 2020                                   | Daniel Palladino      | Daniel Palladino      |
| 23         | 5         | Comedy oder Kohlrouladen | It’s Comedy or Cabbage                | 6. Dez. 2019             | 7. Feb. 2020                                   | Amy Sherman-Palladino | Amy Sherman-Palladino |
| 24         | 6         | Wer ist Dwayne?          | Kind of Bleu                          | 6. Dez. 2019             | 7. Feb. 2020                                   | Amy Sherman-Palladino | Amy Sherman-Palladino |
| 25         | 7         | Radio Maisel             | Marvelous Radio                       | 6. Dez. 2019             | 7. Feb. 2020                                   | Daniel Palladino      | Daniel Palladino      |
| 26         | 8         | Judy Garlands Schuhe     | A Jewish Girl Walks Into the Apollo … | 6. Dez. 2019             | 7. Feb. 2020                                   | Amy Sherman-Palladino | Amy Sherman-Palladino |

## Staffel 4
Die ersten zwei Folgen der vierten Staffel wurden am 17. Februar 2022 auf Prime Video per Streaming veröffentlicht. Die Veröffentlichung der deutschsprachigen Fassung fand am 18. Februar 2022 ebenfalls mit den ersten zwei Folgen bei Prime Video statt. Es wurden fortlaufend wöchentlich jeweils zwei neue Episoden veröffentlicht.
| Nr. (ges.) | Nr. (St.) | Deutscher Titel                              | Originaltitel                            | Erstveröffentlichung USA | Deutschsprachige Erstveröffentlichung (D/A/CH) | Regie                 | Drehbuch                                 |
| ---------- | --------- | -------------------------------------------- | ---------------------------------------- | ------------------------ | ---------------------------------------------- | --------------------- | ---------------------------------------- |
| 27         | 1         | Ärger auf dem Riesenrad                      | Rumble on the Wonder Wheel               | 17. Feb. 2022            | 18. Feb. 2022                                  | Amy Sherman-Palladino | Amy Sherman-Palladino                    |
| 28         | 2         | Billy Jones und die Orgien-Lampen            | Billy Jones and the Orgy Lamps           | 17. Feb. 2022            | 18. Feb. 2022                                  | Daniel Palladino      | Daniel Palladino                         |
| 29         | 3         | Bellmore ist überall                         | Everything Is Bellmore                   | 25. Feb. 2022            | 25. Feb. 2022                                  | Daniel Palladino      | Amy Sherman-Palladino & Daniel Palladino |
| 30         | 4         | Reizende Menschen in der Christopher Street  | Interesting People on Christopher Street | 25. Feb. 2022            | 25. Feb. 2022                                  | Amy Sherman-Palladino | Daniel Palladino & Amy Sherman-Palladino |
| 31         | 5         | Von jungen Bienen und alten Hasen            | How to Chew Quietly and Influence People | 4. März 2022             | 4. März 2022                                   | Scott Ellis           | Kate Fodor                               |
| 32         | 6         | Maisel vs. Lennon: Wenn Stuten bissig werden | Maisel vs. Lennon: The Cut Contest       | 4. März 2022             | 4. März 2022                                   | Amy Sherman-Palladino | Daniel Palladino & Amy Sherman-Palladino |
| 33         | 7         | Ethan... Esther... Chaim                     | Ethan... Esther... Chaim                 | 11. März 2022            | 11. März 2022                                  | Daniel Palladino      | Daniel Palladino                         |
| 34         | 8         | Auf dem Weg zur Carnegie Hall                | How Do You Get to Carnegie Hall?         | 11. März 2022            | 11. März 2022                                  | Amy Sherman-Palladino | Amy Sherman-Palladino                    |

## Staffel 5
Die ersten drei Folgen der fünften Staffel wurden am 14. April 2023 auf Prime Video veröffentlicht. Die restlichen Folgen werden wöchentlich veröffentlicht.
| Nr. (ges.) | Nr. (St.) | Deutscher Titel                      | Originaltitel                         | Erstveröffentlichung USA | Deutschsprachige Erstveröffentlichung (D/A/CH) | Regie                    | Drehbuch                                 |
| ---------- | --------- | ------------------------------------ | ------------------------------------- | ------------------------ | ---------------------------------------------- | ------------------------ | ---------------------------------------- |
| 35         | 1         | Mach den nächsten Schritt            | Go Forward                            | 14. Apr. 2023            | 14. Apr. 2023                                  | Amy Sherman-Palladino    | Amy Sherman-Palladino                    |
| 36         | 2         | Allein unter Männern                 | It’s A Man, Man, Man, Man World       | 14. Apr. 2023            | 14. Apr. 2023                                  | Daniel Palladino         | Daniel Palladino                         |
| 37         | 3         | Falsche Lacher                       | Typos and Torsos                      | 14. Apr. 2023            | 14. Apr. 2023                                  | Daisy von Scherler Mayer | Amy Sherman-Palladino & Daniel Palladino |
| 38         | 4         | Susan                                | Susan                                 | 21. Apr. 2023            | 21. Apr. 2023                                  | Amy Sherman-Palladino    | Amy Sherman-Palladino                    |
| 39         | 5         | Ein Akt der Piraterie                | The Pirate Queen                      | 28. Apr. 2023            | 28. Apr. 2023                                  | Scott Ellis              | Isaac Oliver & Amy Sherman-Palladino     |
| 40         | 6         | Zu Susies Ehren                      | The Testi-Roastial                    | 5. Mai 2023              | 5. Mai 2023                                    | Daniel Palladino         | Daniel Palladino & Amy Sherman-Palladino |
| 41         | 7         | Ein Haus voller extrem lahmer Pferde | A House Full of Extremely Lame Horses | 12. Mai 2023             | 12. Mai 2023                                   | Amy Sherman-Palladino    | Amy Sherman-Palladino                    |
| 42         | 8         | Königlicher Besuch                   | The Princess and the Plea             | 19. Mai 2023             | 19. Mai 2023                                   | Daniel Palladino         | Daniel Palladino & Amy Sherman-Palladino |
| 43         | 9         | Vier Minuten                         | Four Minutes                          | 26. Mai 2023             | 26. Mai 2023                                   | Amy Sherman-Palladino    | Amy Sherman-Palladino                    |